# Éloie
Éloie település Franciaországban, Territoire de Belfort megyében. Lakosainak száma 954 fő (2022. január 1.). Éloie Grosmagny, Anjoutey, Chaux, Offemont, Roppe, Sermamagny, Valdoie és Vétrigne községekkel határos.

## Népesség
A település népességének változása:
| Lakosok száma | 976  | 958  | 973  | 948  | 944  | 941  | 955  | 961  | 954  |
|               | 2013 | 2015 | 2016 | 2017 | 2018 | 2019 | 2020 | 2021 | 2022 |